# ハンナ・アーレント
ハンナ・アーレント（アレントとも、Hannah Arendt、1906年10月14日 - 1975年12月4日）は、ドイツ出身のアメリカ合衆国の政治哲学者、思想家である。ドイツ系ユダヤ人であり、ナチズムが台頭したドイツからアメリカ合衆国に亡命し、教鞭をとった。
代表作『全体主義の起源』(1951年)などにおいて、ナチズムとソ連のボリシェヴィズム・スターリニズムなどの全体主義を分析したことで知られる。

## 生涯

### 幼年時代
ドイツ、ケーニヒスベルクの旧い家柄である、ドイツ系ユダヤ人のアーレント家に生まれる。出生地はハノーファー郊外のリンデン（Linden）。父は工学士の学位を持ち、電気工事会社勤務のパウル・アーレント、母はマルタ・アーレント。両親ともに社会民主主義者であった。
父パウルはギリシアやラテンの古典についての深い造詣を持つ教養人で、ハンナの読書は彼の蔵書から始まった。母マルタは注意深くハンナを育て、詳細な育児記録が残っている。それによると、幼いハンナは一人でいることを好まず、好奇心が強く、知的にきわめて早熟で、言葉や数学に対しては高い理解力を見せ、音楽を好みつつ音痴だったという。
両親ともに信仰を持たなかったが、家族ぐるみの付き合いであったラビのフォーゲルシュタインのシナゴーグに、幼いハンナは通う。一方、法律的な義務からキリスト教の日曜学校にも通う。またアーレント家のキリスト教徒のメイドたちからの影響も大きく、彼女の宗教観は複雑な発展をみせる。もっとも、後年、「子供の時以来、自分はいかなる時でも神の存在を疑ったことはない」と述べたように、ある種の信仰は生涯通じて持ち続けた。
15歳の折、当時在学中だったルイーゼシューレにおいて、若い教師の授業をクラスメートと共にボイコットし、放校処分になる。その後、二学期の間ベルリン大学で学ぶ。神学教授のグァルディーニによるキルケゴールの授業に深い影響を受ける。半年間の独学ののち、1924年、18歳にして大学入学資格試験に合格、マールブルク大学に入学。

### 大学時代
1924年の秋、マールブルク大学でマルティン・ハイデッガーと出会い、アーレントは哲学に没頭する。本人はこの哲学へののめりこみを、「初めての情事」という形で表現している。なお、当時既婚であったハイデッガーとは一時不倫関係にあった。また、ここで出会ったハンス・ヨナスとは終生の友人となり、同大学において共にルドルフ・ブルトマンの新約聖書のゼミを受講する。
その後、フライブルク大学のエトムント・フッサールのもとで一学期間を過ごした後、ハイデルベルク大学に赴き、カール・ヤスパースの指導を受ける。博士論文は『アウグスティヌスの愛の概念』。この頃、クルト・ブルーメンフェルトと出会い、シオニストの政治思想・活動に目を開かれている。
1929年9月、ギュンター・シュテルンと結婚。1931年にはフランクフルトに引越し、カール・マンハイムやティリッヒの講義に参加する。ラーエル・ファルンハーゲンの研究は、この時期になされた。

### ナチズム以降
ナチスが政権を獲得しユダヤ人迫害が起こる中、ブルーメンフェルトに協力し、反ユダヤ主義の資料収集やドイツから他国へ亡命する人を援助する活動に従事する。一度は逮捕される危険にあう。1933年にフランスに亡命。この地でもシオニスト関係の仕事に従事する。1937年ギュンターと別れる。1940年、スパルタクス団やドイツ共産党に参加した活動家ハインリッヒ・ブリュッヒャーと結婚。彼から政治的思考を学ぶこととなる。
第二次世界大戦が始まり1940年にフランスがドイツに降伏する。1941年、アメリカ合衆国に亡命する。1951年、市民権取得、その後、バークレー、シカゴ、プリンストン、コロンビア各大学の教授・客員教授などを歴任。1967年、ニュー・スクール・フォー・ソーシャル・リサーチの哲学教授に任命される。
1951年に『全体主義の起源』を著し、全体主義について分析した。その後も、みずから経験した全体主義およびそれを生み出すにいたった西欧の政治思想を考察した。
1963年にニューヨーカー誌に『エルサレムのアイヒマン-悪の陳腐さについての報告』を発表し、大論争を巻き起こす。
1975年12月4日、自宅にて心臓発作により死去（69歳）。

## 思想

### 全体主義批判
アーレントは、身をもって経験した全体主義の衝撃、「起こってはならないことが起こってしまった」ことから、政治についての思索を開始するに至った。1945年に「リアリティとは、『ナチは私たち自身のように人間である』ということだ。つまり悪夢は、人間が何をなすことができるかということを、彼らが疑いなく証明したということである。言いかえれば、悪の問題はヨーロッパの戦後の知的生活の根本問題となるだろう…」と発言している。彼女の政治哲学の原点は「人間のなしうる事柄、世界がそうありうる事態に対する言語を絶した恐れ」であった。なぜ人間にあのような行為が可能であったのかという深刻なショックと問題意識から、彼女は政治現象としての全体主義の分析と、その悪を人びとが積極的に担った原因について考え続けることになる。
アーレントは代表作となった『全体主義の起源』(1951年)や、『革命について』(1963年)のなかで、ナチズムの国民社会主義とソ連の共産主義・ボリシェヴィズムの大粛清や恐怖政治の起源をフランス革命に見いだして批判した。アーレントは、ナチズムとスターリンのボルシェヴィズムの全体主義がそれまでの専制政治とは異なるところは、両者ともに世界征服を目指しており、秘密警察と強制収容所が国家の中核にあり、人間をテロル（恐怖政治）の鉄の箍に押し込んだと指摘する。
アーレントによれば、スターリン体制の犯罪性は、数百から数千の著名な政治家や文学者の殺害にだけあったのではなく、何ぴとも、スターリンですらも「反革命的」活動の嫌疑をかけることは不可能だった数百万の無辜の民の殲滅にこそあった。フルシチョフによるスターリン批判は、むしろスターリン体制の犯罪性を矮小化するものであり、隠蔽するものだった。全体主義のテロルは、すべての組織的反対勢力が死滅し、支配者がもはや恐れる必要のあるものは何ひとつないことを知ったときにはじめて解き放たれるものであった。
ボリシェヴィキは、「社会主義国に失業はない」というイデオロギーを貫徹するために、失業給付を廃止し、これにより、「ソ連には失業がない」という嘘は、事実となった。ソ連の全体主義的独裁では、イデオロギー教義とそこから生まれた嘘を本物の現実に変えるためにテロルが用いられ、スターリンはロシア革命史の書き換えのために旧版の著者を抹殺した。
アーレントによれば、ボリシェヴィズム運動は、ナチ運動とよく似ているが、例えば、ナチスがユダヤ資本による世界陰謀というフィクションから出発しているように、ボリシェヴィキもトロツキスト陰謀、「三百家族」の世界陰謀、帝国主義、コスモポリタン、資本家の陰謀といった陰謀論フィクションを必要とし、1930年代以降はこうした陰謀論にもとづいて内政外交を行った。
イデオロギーに賛同するかしないかによって敵味方を規定することは、全体主義運動の本質である。この規定は、当の人物の友好性や敵対性とは関係がないため、警察も特別の調査を必要とせず、イデオロギーによって規定される敵は、自然もしくは歴史の法則によって「客観的に」認定される。ナチスにおける人種的劣等者（ユダヤ人）も、ソビエトにおける死滅する階級(ブルジョワ）も、体制側の政策によってのみ認定される「客観的な敵」であり、その犯罪は、「主観的因子」を参酌することなしに「客観的」に決定された。「客観的な敵」は、「客観的な基準」に従って、当人がどういう人間であるかということからいえばまったく恣意的に選定されたが、過去の暴君支配にも、これほど効果的かつ徹底的に人間の自由を否定したものはなかった。ソ連やナチスの全体的支配は、罪の概念を廃棄する代わりに、「望ましからぬ者」「生きる資格のない者」という新しい概念を持ち出し、彼らは、あたかもかつて存在したことがなかったかのように地表から抹殺されていった。
中華人民共和国についてもアーレントは批判しており、中国のプロレタリア独裁の初期段階では、相当な流血があり、推定1500万人が犠牲者となったとし、毛沢東の1957年の「百花斉放」政策でも知られる演説「人民内部の矛盾を正しく処理することについて」は、言論の自由を主張したものではなく、反対者は「思想矯正」によって鍛え直されるということが主張されたとする。これ以降、「ブルジョア右派分子」を摘発する反右派闘争が開始され、55万人の知識人が「右派」のレッテルを貼られて職を失い、労働改造所などに送られ、共産党への批判は不可能となった。中国共産党はイデオロギー的には不可謬でなければならず、政治的には世界支配を目指すインターナショナル運動を志しており、すべての国の革命運動に中国の手先を潜入させ、北京の指導のもとでコミンテルンを復活させようとする政策をとったとして、その全体主義的特質は最初から明白だったとアーレントはいう。アーレントは文化大革命という名の党粛清では、大量殺戮も辞さないという威嚇が公然と行なわれていると述べ、毛沢東を、ヒトラーやスターリンと同様に批判している。

### 革命論
アーレントは、革命については戦争と分母を同じくするものであり、すなわち暴力が母体になっているとする。
| 革命は戦争と共に20世紀の様相をかたちづくってきたものであり、戦争が簡単に革命に転化し、革命が戦争への道を開く傾向を示しているのは、暴力がこの両者の一種の公分母になっているからである。聖書と古典が明らかにしているように、人類の伝説的なはじまりは暴力による。「はじめに犯罪ありき」―「自然状態」はそれを理論的に純化して言い換えたものに過ぎない。 |

また、革命がもたらしたものは「自由の経験」であり、革命の前提には、近代的な「平等」の観念があったとする。古代においては自然状態における平等は存在しなかった。
アメリカ革命を解放された人間同士の自由な活動として評価し、「地上の生活は稀少性に呪われているのではなく、豊かさに祝福されているはずだという確信の起源は革命に先立つものであり、アメリカ的なものであった」として、近代的な革命の原型を作ったとアーレントはみなしている。またアメリカ革命の起源になったのはロックとアダムスミスによる労働説にあるとも指摘している。
他方、アーレントは次のようにイギリス革命における「革命」とは「（君主制）の復古」を意味しているとして、批判している。これに対して、アメリカ革命は、「革命の子をむさぼり食うようなことはせず、したがって「復古」をはじめた人々は、そのまま、革命をはじめ、それを成し遂げ、そのうえ新しい秩序の中で権力と官職に就いた」と評価している。
一方、フランス革命とそれに連なるロシア革命を必要と善意による、民衆の自然的な欲求からの解放を目指したものであったとして否定的な見解を示した。すなわちフランス革命は、「自由の創設から、苦悩からの人間の解放へとその方向を変えたとき、忍耐の障壁を打ち壊し、不運と悲惨の破壊力を解放した」としている。
フランス革命については、エドマンド・バークのフランス革命論は正しいとし、他方、トマス・ペインのものは誤っていたとする。「人権宣言が過去に耳を傾けることのできたような時代は歴史上存在しなかった」し、したがって、過去の時代に「すべての人間が生まれながらにして譲渡不可能の政治的権利を与えられていると見ることは表現上の矛盾」として、批判した。
また、フランス革命における「革命」の観念には、周期的な法則性、「不可抗力的な運動」がみられると指摘し、したがって、フランス革命の結果に、ヘーゲルの歴史哲学があるとしている。フランス革命におけるこのような「不可抗力的な運動」の観念はのちに「歴史的必然」と言い換えられ、19世紀から20世紀にかけてフランス革命の後継者であると自認する人々は「歴史的必然の代理人」であると主張したとアレントは論じる。「世界を火のなかに投じたのはアメリカ革命ではなくフランス革命であった」とアーレントはいっている。
フランス革命を継承したロシア革命については「歴史の道化」として批判した。また「疑いもなくボリシェヴィキ党の粛清は、もともとフランス革命の進路を決定した諸事件をモデルとし、それとの関連で正当化された。両方とも歴史的必然の概念で導かれていたという点で共通していた。」として、粛清の起源をフランス革命とその産物である「歴史的必然」という観念にみた。
ほかにも革命家のヒロイズムにごまかされることなく、彼らが「人間のリアリティに対して無感覚になった」ことをみるべきだとして、批判している。
アレントは「ロベスピエールは魂の葛藤、つまりルソーの引き裂かれた魂を政治の中に持ち込んだ。しかしその領域では、それは解決不可能であったため、殺人的なものとなった。」としている。
また、革命の際に「人民」が求めたのは「政治以前の暴力」であったとしている。
アーレントは『革命論』(1963/65)において、フランス革命の革命家たちには当初、国家形態への情熱的関心や、人間の知識を駆使するといった誇りもあったが、やがて自暴自棄気味の感情に取って代わり、革命それ自体を失っていったと指摘したうえで、ロシア革命も比類なき希望を当初は世界にもたらした分、その後、世界をいっそう深い絶望に陥れたという。アーレントによれば、ロシアの革命家は、事情も条件も変わっていたのに、フランス革命を模倣しなければならないと考え、これが粛清のための裁判において革命家が、判決に従順に従った理由ともなった。革命後に「反革命容疑者」狩りが開始されると、ロベスピエールがダントンやエベールを粛清したように、革命家たちは両極端のグループに分裂し、急場を救う者が中間に位置すると称して、極右と極左の両方を粛清した。フランス革命を念頭に置いて歴史劇を演じていったロシアの革命家たちは、権力に反抗する勇気と気高さを当初は持ちながらも、「歴史的必然」だと彼らが見なしたものにへりくだり、唯々諾々と従っていった。アーレントは、そのありさまには「壮大な滑稽さ」があったとし、「彼らを道化役にしたのは、歴史であり歴史的必然であった。以来、革命は、道化よろしく愚弄されるという不幸に見舞われている。その不幸にあっては、自由は必然と化すのであり、行為し創設するという経験は、恐るべき無力さの感情を味わっては破滅する」と述べた。
このようなアーレントの共産主義や暴力革命に対する批判は当時のアメリカの新左翼に大きく影響を与え、ノーマン・ポドレツ、アーヴィング・クリストルなど、後に新保守主義の源流となったニューヨーク知識人と呼ばれるユダヤ系知識人の政治勢力を生み出した。
その他、評議会制についてアーレントは政党制を排した議会制度として肯定的に検討した。

### 活動的生活
アーレントは、人間の生活を「観照的生活」（vita contemplativa）と「活動的生活」（vita activa）の二つに分ける。
- 観照的生活とは、プラトンの主張するような永遠の真理を探究する哲学者の生活である。
- 活動的生活とは、あらゆる人間の活動力を合わせたものである。
  - 活動的生活は主として、活動（action/Handeln）、仕事（work/Herstellen）、労働（labor/Arbeiten）の三つに分けることができる。
    - 「活動」は、人間が関係の網の目の中で行う行為であり、平等かつお互いに差異のある人間たちの間にのみ存在しうる。個々人は自発的に「活動」を開始し、その行為の結果として自身が何者（who）であるかを暴露する。それはちょうどギリシアにおけるダイモーン（守護霊）のように、自身には決して明らかにはならないが他者には明白ななんらかの徴である。
    - 「仕事」は、職人的な制作活動に象徴される目的－手段的行為をさす。ある特定の目的の達成をめざして行われる行為はアーレントにとって「仕事」であった。「活動」はその結果として語り継がれる物語以外の何物をも残さないが、「仕事」はその達成された目的の証としての最終生産物を残す。最終生産物の産出に示される「仕事」の確実性は古来より高く評価されており、それ故にギリシア人は本来「活動」そのものであった政治を「仕事」によって行われるよう置き換えることを試みた、とアーレントは指摘している。
    - 「労働」は人間のメタボリズム(?)を反映した行為であり、生存と繁殖という生物的目的のため、産出と消費というリズムにしたがって行われる循環的行為である。「活動」や「仕事」と異なり、人間は生存に伴う自然的な必要を満たすために「労働」を強いられる。それゆえ古来より労働は苦役であり続けたが、アーレントによればマルクスによって人間が行うもっとも生産的な行為として位置づけられた。

### マルクス論
アーレントは「伝統と現代」（1954)で、マルクスについて論じる。マルクスは、政治思想の伝統に挑戦するなかで、「暴力は、旧い社会が新しい社会を孕んだときにはいつでもその産婆となる。」と述べて、暴力の賛美と言論への敵意を主張した。マルクスによれば、人間の生産性を発展させる隠れた力は、戦争と革命の暴力を通じてのみ明るみに出るのであり、歴史は暴力の時代にのみ真の顔をみせ、そこでは、イデオロギー上の偽善的な空論が一掃される。政治思想の伝統において、暴力は、ティラニー(tyranny、暴政、僭主制)の特徴とみなされ、国家間の関係における最終手段であり、自国民へ向けられる暴力は最も不名誉なものとみなされてきたが、マルクスは、逆に暴力を、統治の不可欠な構成要素とみなし、政治的行為の領域を暴力の使用によって特徴づけた。マルクスが知悉するアリストテレスは、ギリシア人と他民族バルバロイ(夷狄)と区別するために、人間を「ポリス的動物」、および「言葉を持つ動物」と定義し、ギリシア人は暴力に頼らない言論による説得を重視するのに対して、バルバロイは暴力によって支配され、奴隷は労働を強制された。ギリシア人にとって労働は非政治的で私的な事柄に属するものであり、これに対して暴力は否定的であるが他者との交わりを確立するものであった。こうしてマルクスは、ロゴスすなわち言論を否定し、それに付随して暴力を賛美した。
マルクスの理論に不整合があることはほとんどすべてのマルクス研究者が熟知している。しかし、それも、マルクスが、労働と行為を賛美しながら、国家のない、労働のない社会を賛美するという根本的矛盾に比べれば些細なことである。マルクスの根本的矛盾は、政治思想の伝統の前提を根本から覆そうとしたためであった。
アーレントは、1958年の論文で、マルクスが「人間は歴史を作る」と考えた背景には、政治と歴史の混同があり、これはマルクス自身にとっては歓ばしいことだったとしても、かれの追随者にとっては命取りとなったとする。歴史家の態度と制作者の態度が結びつくことは危険である。人間が知ることのできない「高次の目的」を、計画的・意図的な目的へと転換することが危険なのは、それによって意味が目的へと転化させられてしまうからである。このような転化は、ヘーゲルが歴史に込めた意味（自由の理念が現実化していく）を、マルクスが人間の行為の目的と考え、この目的を制作過程の最終生産物と見なしたときに生じた。しかし、自由や意味は、人間の活動様式の生産物ではありえない。
マルクスは、人間が「歴史を作る」ことが可能であるとすれば、歴史には終わりがあるという結論を逃れるわけにはゆかないということを自覚していた。マルクスは、過去と未来という二つの無限に延びる時間意識に表れているような歴史過程を放棄した。マルクスは、弁証法的運動として決定可能で、階級闘争のようにその内実が発見可能であるような、始まりと終わりをもつ過程を考えた。この過程の最終目的は、それまでに起こった事柄をすべて打ち消し、無意味にする。階級なき社会においては、ただ廃棄されるためだけにのみ存在してきた不幸な事柄が忘却されるのであり、不幸な事柄の消失こそが目的である。マルクスにとって階級闘争は、歴史の秘密を解く鍵であった。しかし、作ることができるのは「範型（パタン）」だけであり、「意味」を作ることは不可能である。意味は真理と同様に、自らを開示し、自らを顕わにするだけであるから。マルクスは、範型を意味と取り違えた最初の歴史家だった。マルクスの範型は、重要な歴史的洞察に基づくものだった。しかし、マルクス以来、過去に対して思い通りの範型が、勝手気ままに押し付けられてきた。その結果、普遍的意味という高次の妥当性によって、事実的なもの、個別的なものが滅ぼされることとなった。さらに、歴史過程の根底にある事実の構造、事柄の継起の順序（クロノロジー）すら掘り崩されてしまった。

## 人物
- 生涯にわたって朝の過ごし方を非常に重視し、ゆっくり起床した後に何杯ものコーヒーを飲むことを日課としていた。その習慣を貫くために、学生時代は朝の8時からのギリシャ語の授業に出席することを拒否し、学校当局と悶着を起こした。交渉の結果、特別の難しい試験を受けることを条件に、独学での勉強を許可されたという[33]。
- テオドール・アドルノに対しては、戦後彼がナチスに加担した知識人を非難していたが、アドルノ自身も戦前ナチ党機関誌にバルドゥール・フォン・シーラッハの詩を賞賛する批評を発表していたことなどから、破廉恥であるとして嫌悪感を抱いていた[34]。
- マールブルク大学時代、一人暮らしをしていた屋根裏部屋のネズミを手なずけ、来客があると呼び出してエサを食べさせていた。ヨナスに対して、「このネズミは自分と同じようにひとりぼっちなの」と語った[35]。
- 1948年にメナヘム・ベギン（当時は建国まもないイスラエルの右派ヘルート党（のちリクード）の党首）が訪米した際には、アルベルト・アインシュタインらとともに名を連ね、党の姿勢を批判する書簡を『ニューヨーク・タイムズ』に送っている。
- アメリカに亡命したユダヤ人歴史家のラウル・ヒルバーグは、自伝[36]の中で、アーレントを批判している。それによると、彼の書いた「ヨーロッパ・ユダヤ人の絶滅」を、彼女はプリンストン大学の依頼で査読したが、否定的な評価を送った。結局同大での出版は見送られたが、後にアーレントは『エルサレムのアイヒマン」で、彼の著作内容に大きく頼った論述を展開した。だが、初版では脚注にそのことは示されなかった（ただし、第2版で示された）。彼女は、ヤスパースやクラウス・ピーパーに対しても、当の著作の第一章に関する否定的な意見を手紙で書き送った。
- Alfred Dunhill, Ltd. 製の銀めっき真鍮製、黒革覆いのシガレットケースを愛用していたことが、ドイツ歴史博物館（Deutsches Historisches Museum）の展示記録に残っている[37]。

## 著作（日本語訳）

### 単著
- 『革命について』（志水速雄訳、合同出版、1968年／中央公論社、1975年／ちくま学芸文庫、1995年）
  - 『革命論』（森一郎訳、みすず書房、2022年）。ドイツ語版を底本とする訳書
- 『イェルサレムのアイヒマン――悪の陳腐さについての報告』（大久保和郎訳、みすず書房、1969年、新装版1994年）
  - 新訂版『エルサレムのアイヒマン――悪の陳腐さについての報告』、2017年
- 『過去と未来の間に（1） 歴史の意味』、『―（2） 文化の危機』（志水速雄訳、合同出版、1970年）
  - 新訳版 『過去と未来の間－政治思想への8試論』（引田隆也・齋藤純一訳、みすず書房、1994年、新装版2011年）
- 『暗い時代の人々』（阿部斉訳、河出書房新社、1972年、改訂版1995年／ちくま学芸文庫、2005年）
- 『全体主義の起源 （全3巻）』（大島通義・大島かおり・大久保和郎訳、みすず書房、1972-74年、新装版1981年、2017年）
- 『暴力について』（高野フミ訳、みすず書房、1973年）
  - 新訳版 『暴力について』（山田正行訳、みすず書房〈みすずライブラリー〉、2000年）
- 『人間の条件』（志水速雄訳、中央公論社、1973年／ちくま学芸文庫、1994年）、英語版
  - 『活動的生』（森一郎訳、みすず書房、2015年）。ドイツ語版を底本とする訳書
  - 『人間の条件』（牧野雅彦訳、講談社学術文庫、2023年）。同上
  - 『人間の条件』（千葉眞訳、筑摩書房、2025年）。原書第2版（2018年）による訳書
- 『カント政治哲学の講義』（ロナルド・ベイナー編、浜田義文監訳、法政大学出版局〈叢書・ウニベルシタス〉、1987年、新装版2009年）
  - 『完訳 カント政治哲学講義録』（仲正昌樹訳、浜野喬士編訳、明月堂書店、2009年）
- 『パーリアとしてのユダヤ人』（寺島俊穂・藤原隆裕宜訳、未來社、1989年）
- 『精神の生活（上） 思考』、『―（下） 意志』[38]（佐藤和夫訳、岩波書店、1994年）
- 『ラーエル・ファルンハーゲン―ドイツ・ロマン派のあるユダヤ女性の伝記』（大島かおり訳、みすず書房、1999年、新版2021年）
  - 別訳『ラーヘル・ファルンハーゲン―あるドイツ・ユダヤ女性の生涯』（寺島俊穂訳、未來社、1985年）
- 『アーレント政治思想集成 1 組織的な罪と普遍的な責任』、齋藤純一・矢野久美子・山田正行訳
  - 『― 2 理解と政治』（ジェローム・コーン編、みすず書房、2002年）
- 『暗い時代の人間性について』（仲正昌樹訳、情況出版、2002年）
- 『アウグスティヌスの愛の概念』（千葉眞訳、みすず書房、2002年、新装版〈始まりの本〉、2012年、新版2021年）
- 『カール・マルクスと西欧政治思想の伝統』（佐藤和夫編、大月書店、2002年）
- 『政治とは何か』（ウルズラ・ルッツ編、佐藤和夫訳、岩波書店、2004年）
- 『思索日記（1） 1950-1953』、『―（2） 1953-1973』、ウルズラ・ルッツ、インゲボルク・ノルトマン編
（青木隆嘉訳、法政大学出版局〈叢書・ウニベルシタス〉、2006年、新装版2017年）
- 『責任と判断』（ジェローム・コーン編、中山元訳、筑摩書房、2007年／ちくま学芸文庫、2016年）
- 『政治の約束』（ジェローム・コーン編、高橋勇夫訳、筑摩書房、2008年／ちくま学芸文庫、2018年）
- 『ユダヤ論集（1） 反ユダヤ主義』（コーン／フェルドマン編、矢野久美子ほか訳、みすず書房、2013年）
- 『ユダヤ論集（2） アイヒマン論争』（コーン／フェルドマン編、矢野久美子ほか訳、みすず書房、2013年）
- 『真理と政治　政治における嘘』（引田隆也・山田正行訳、國分功一郎解説、みすず書房、2024年）

### 共著
- メアリー・マッカーシー『アーレント=マッカーシー往復書簡――知的生活のスカウトたち』（キャロル・ブライトマン編、佐藤佐智子訳、法政大学出版局〈叢書・ウニベルシタス〉、1999年）
- マルティン・ハイデガー『アーレント＝ハイデガー往復書簡――1925-1975』（ウルズラ・ルッツ編、みすず書房、2003年、新装版2018年）
- カール・ヤスパース『アーレント＝ヤスパース往復書簡――1926-1969 （1・2・3）』（ハンス・ザーナー、ロッテ・ケーラー編、みすず書房、2004年）
- ハインリヒ・ブリュッヒャー『アーレント＝ブリュッヒャー往復書簡――1936-1968』（ロッテ・ケーラー編、みすず書房、2014年）
- ゲルショム・ショーレム『アーレント＝ショーレム往復書簡』（マリー・ルイーズ・クノット編、岩波書店、2019年）

## 映画
- 『ハンナ・アーレント』マルガレーテ・フォン・トロッタ監督。2013年10月岩波ホール、2014年8月DVD。

## 受賞・記念
- 1967年 ジークムント・フロイト賞
- 1975年 リッピンコット賞

小惑星100027「ハンナ・アーレント」は彼女に敬意を表して命名された。

## 関連文献
- マーガレット・カノヴァン『アレント・政治思想の再解釈』（寺島俊穂・伊藤洋典訳、未來社、2004年）
- エリザベス・ヤング＝ブルーエル『ハンナ・アーレント伝』（荒川幾男ほか3名訳、晶文社、1999年）
- マルティーヌ・レイボヴィッチ『ユダヤ女 ハンナ・アーレント』（合田正人訳、法政大学出版局〈叢書・ウニベルシタス〉、2008年）
- ケン・クリムスティーン『ハンナ・アーレント、三つの逃亡』（百木漠訳、みすず書房、2023年）、図版解説

### 日本人による著作
- 川崎修『アレント――公共性の復権』（講談社、1998年、新版2005年）
  - 『ハンナ・アレント』（講談社学術文庫、2014年）
- 太田哲男『ハンナ＝アーレント』（清水書院・人と思想、2001年、新装版2016年）
- 重田園江『真理の語り手 アーレントとウクライナ戦争』白水社、2022年11月28日。ISBN 978-4-560-09475-4。（電子版あり）
- 杉浦敏子『ハンナ・アーレント』（FOR BEGINNERSシリーズ：現代書館、2006年）
- 杉浦敏子『ハンナ・アーレント入門』（藤原書店、2002年）
- 矢野久美子『ハンナ・アーレント――「戦争の世紀」を生きた政治哲学者』（中央公論新社〈中公新書〉、2014年）
- 牧野雅彦『精読アレント『全体主義の起源』』（講談社選書メチエ、2015年）
  - 『ハンナ・アレント　全体主義という悪夢』（今を生きる思想：講談社現代新書、2022年）
- 中山元『アレント入門』（筑摩書房〈ちくま新書〉、2017年）
- 仲正昌樹『悪と全体主義　ハンナ・アーレントから考える』（NHK出版新書、2018年）- ※以上は入門書
- 寺島俊穂『生と思想の政治学――ハンナ・アレントの思想形成』（芦書房、1990年）
- 千葉眞『アーレントと現代――自由の政治とその展望』（岩波書店、1996年）
- 伊藤洋典『ハンナ・アレントと国民国家の世紀』（木鐸社、2001年）
- 矢野久美子『ハンナ・アーレント、あるいは政治的思考の場所』（みすず書房、2002年、新装版2023年）
- 森分大輔『ハンナ・アレント研究――＜始まり＞と社会契約』（風行社、2007年）
- 森川輝一『〈始まり〉のアーレント―「出生」の思想の誕生』（岩波書店、2010年）
- 亀喜信『ハンナ・アレント―伝えることの人間学』（世界思想社、2010年）
- 中山元『ハンナ・アレント〈世界への愛〉　その思想と生涯』（新曜社、2013年）
- 小玉重夫『難民と市民の間で　ハンナ・アレント『人間の条件』を読み直す』（現代書館〈いま読む！名著〉、2013年）
- 仲正昌樹『ハンナ・アーレント「人間の条件」入門講義』（作品社、2014年）
  - 『ハンナ・アーレント「革命について」入門講義』（作品社、2016年）
- 中島道男『ハンナ・アレント　共通世界と他者』（東信堂、2015年）
- 森一郎『死を超えるもの: 3・11以後の哲学の可能性』東京大学出版会 、2013年
  - 第8章 アーレントと原子力の問題I――大地からの疎外、または「宇宙人」の侵略
  - 第9章 アーレントと原子力の問題II――戦争論への寄与
- 千場達矢『哲学者アーレントに脚光　思考停止に警鐘　現代に響く』日本経済新聞：2014年7月20日朝刊40面
- 佐藤和夫『〈政治の危機〉とアーレント――『人間の条件』と全体主義の時代』（大月書店、2017年）